# Stig Neptun
Stig "Neppe" Neptun, född 10 februari 1922, död 30 december 1996, var en svensk handbollsspelare.

## Karriär
Stig Neptun spelade sin elitkarriär för Majornas IK. Med föreningen tog han 4 SM-guld inomhus och 2 utomhus. 1947 lämnade Stig Neptun Majornas IK och var med och grundade IFK Borås handbollssektion med bland annat Stig Hjortsberg. 1947 på våren spelade han sin sista landskamp då han fortsatt tillhörde Majorna. Stig Neptun är noterad för 90 allsvenska matcher i allsvenskan i Handbollboken 1947, vilket betyder att han började spela 1940  i Majorna. Han var alltså med och tog fem raka seriesegrar i allsvenskan 1940–1944.

## Landslagskarriären[3]
Neptuns debut i landslaget skedde utomhus mot Danmark i Karlskrona inför 3000 åskådare i en match Danmark vann med 12–10. Stig Neptun spelade under åren 1942 till 1947 12 landskamper för Sverige, 5 inomhus, alla mot Danmark. Förutom dessa 12 landskamper deltog han i tre pressmatcher. Det var ju under krigsåren och allt landskampsutbyte upphörde utom mot grannlandet Danmark. Han spelade 7 landskamper utomhus. På de sju utomhuslandskamperna lyckades Stig Neptun inte göra något mål. vilket berodde på att han var försvarsspelare i landslaget. Han är däremot noterad för tre mål inomhus. Sista landskampen utomhus mot Danmark i Köpenhamn som slutade med svensk förlust 6–8. Med 15 noteringar i landskampsstatistiken, pressmatcherna inräknande, blev Stig Neptun Stor Grabb. Under 40-talet behövde man nå 10 noteringar för att bli stor grabb.